# Stolnica sv. Nikolaja, Ljubljana
Stolnica svetega Nikolaja v Ljubljani je stolnica Nadškofije Ljubljana in župnijska cerkev stolne župnije Ljubljana – Sv. Nikolaj. 
Gradili so jo od leta 1701 do leta 1706 po načrtih kapucinskega brata Florencijana in italijanskega umetnika Andrea Pozza na mestu, kjer je pred tem stala najprej manjša romanska in za tem večja gotska cerkev. To so podrli in ohranili samo nekaj kamnitih spolij. Baročno cerkev so najprej postavili še brez načrtovane zidane kupole, ki so jo sezidali šele leta 1841. Notranjost so s stenskimi slikami okrasili Giulio Quaglio s pomočniki in Matej Langus. Oltarno opremo in druge okrase so dodali kiparji Francesco Robba, Angelo Pozzo, Paolo in Giuseppe Groppelli ter dve stoletji pozneje arhitekt Jože Plečnik. Stolnica je prostor kulturnih dogodkov in arhitekturno med najpomembnejšimi baročnimi spomeniki v državi. Od leta 2008 je zavarovana kot kulturni spomenik državnega pomena. Stoji ob Dolničarjevi ulici in Ciril-Metodovem trgu, na polovici poti med Mestnim trgom in ljubljansko tržnico. Je nekoliko dvignjena nad Pogačarjev trg; ni vključena v ulični niz.

## Zgodovina
Sedanja cerkev stoji na mestu, kjer so stale predhodne cerkve. Prva cerkev na tem prostoru je omenjena v letu 1262 in je bila triladijska romanska bazilika. Postavili so jo ljubljanski čolnarji in ribiči v čast svojemu zavetniku, svetemu Nikolaju. V srednjem veku so bili eden močnejših cehov v Ljubljani. Srednjo ladjo je ločilo od obeh nižjih stranskih ladij osem slopov, ki so jih povezali med seboj polkrožni loki. Okna so bila polkrožno obokana, stolp pa lesen. V drugi polovici 14. stoletja so na mestu romanske glavne in stranske severne apside zgradili gotski prezbiterij, ob glavnem vhodu pa so postavili zvonik, ki ga cerkev prej ni imela. Ta cerkev je leta 1361 pogorela.
Leta 1461 je bila ustanovljena Škofija Ljubljana in takrat je cerkev postala stolna cerkev. V tem času je stavba doživela nove prenove: stranske stene starih romanskih ladij so dvignili in predelali v gotskem stilu, lesene strope nad ladjami so obokali na gotski način, vse tri ladje pa so prekrili z novo streho. V letih 1476 do 1484 so nad glavnim vhodom zgradili emporo ali gornjo cerkev, ki jo je hodnik, speljan skozi zvonik, povezoval s škofijskim dvorcem, slonela pa je še na dodatnih stebrih.
V drugi polovici 17. stoletja je bila cerkev že močno dotrajana, zato se je takratni stolni dekan in generalni vikar Janez Anton Dolničar odločil za zidavo novega objekta. V tem času je v Ljubljani potekala živahna prenova cerkva: jezuiti so prenavljali svojo cerkev svetega Jakoba in grad Podturn, frančiškani so gradili hodnike ob cerkvi, klarise kapelo Srca Jezusovega, avguštinci pa zid ob svojem vrtu. Zaradi vseh teh del je bil stavbni material zelo drag, povišale pa so se tudi mezde gradbenih delavcev. Kljub temu so leta 1701 pričeli s podiranjem stare in gradnjo nove stolnice, ki je bila večinoma zaključena leta 1707.

## Gradnja baročne cerkve
Izdelavo načrta za novo cerkev so zaupali enemu najvidnejših rimskih arhitektov tistega časa, Andreju Pozzi, ki si je cerkev po zgledu Vignolove rimske cerkve Il Gesu zamislil kot enoladijsko obokano dvorano s prečno ladjo s stranskimi kapelami in ravno zaključenim prezbiterijem. Na mestu, kjer se križata glavna in prečna ladja, je projektiral kupolo kot višinski poudarek. Kupola je bila za cerkve v Ljubljani novost. Izvedbo načrta sta prevzela Franc Bombasi (kamnosek, po rodu Benečan) in Milančan Peter Janni. Zidarski mojster je bil Jugovic, po njegovi smrti pa Gregor Maček.
Pred podiranjem stare stolnice je arhitekt Carlo Martinuzzi izdelal tloris stare stolnice in narisal vse nagrobne spomenike in napise. Tako se se ohranili podatki o nagrobnikih Auerspergov, Ursinijev, Lambergov, Barbov, Rauberjev, Seirbiachov, Trautsonov, Saurauov, Mosconov, Wernekov, Schayerjev in drugih plemiških rodbin. Ohranjeni so tudi epitafi škofov Martina iz Pićna, Žige Lamberga, Tomaža Hrena, Jožefa Rabatte in drugih.
8. aprila 1701 so pričeli s podiranjem stare stolnice, delo pa so končali 14. maja. Temelje za novo stolnico so dogradili 6. junija, 28. septembra pa so pričeli s pokrivanjem novega poslopja. Da bi bili zidovi trdnejši in trajnejši, so apno mešali z vinom. Za oboke so uporabili lahek luknjičav kamen, ki so ga našli v bližini ob vznožju grajskega hriba. Kupole zaradi pomanjkanja sredstev in znanja niso sezidali, ampak so z železnimi drogovi pritrdili na ostrešje leseno ogrodje. Leta 1704 so podrli 300 let star stolp in zgradili nova, ki sta bila končana leta 1706. Okrasili so ju z bakrenimi pozlačenimi jabolki in vanju shranili relikvije in napise na pergamentih. 16. oktobra 1707 so namestili v zvonik zvon, ki ga je vlil Gašper Franchi, stroške pa je kril baron Codelli. V tem času so bile končane tudi poslikave prezbiterija, kupole in ladje, delo Giulia Quaglia. S poslikavami je začel leta 1703. Štukature je leta 1704 izdelal Tomaž Ferrata, po rodu iz Milana. 8. maja 1707 je bila cerkev slovesno posvečena.

### Zidava kupole
Leta 1836 je predstojništvo stolnice predlagalo zamenjavo navidezne lesene kupole z zidano, saj bi v primeru požara lahko prišlo do neprecenljive škode. Dve Quaglievi freski s stare kupole je dal restavrirati Jožef Kalasanc Erberg in ju prenesel v Dol pri Ljubljani. Eno je dal vzidati v stopniščni obok svojega dvorca, drugo pa je shranil v dolskem muzeju. Novo kupolo, ki je visoka 24 metrov, sta leta 1841 postavila stavbenik Matej Medved in tesar Jurij Pajk. V obdobju med 9. junijem in 18. septembrom 1844 pa jo je poslikal Matevž Langus.
Kupola oz. njen boben je znotraj valjast, zunaj pa oktogonalen. Mateju Medvedu je kupola prinesla veliko slavo, saj je veljala za sijajen spomenik stavbne umetnosti tistega časa, bila pa je tudi drzno izpeljan projekt. Njena gradnja je bila tehnično zahtevna in Medved jo je odlično izpeljal ter s svojimi idejami celo ustvarjalno prispeval k načrtovanju. Za projektanta kupole velja Benedikt Müller, ki pa je ves čas intenzivno sodeloval z Medvedom.

### Obnovitvena dela
Notranjost cerkve je bila popolnoma prenovljena leta 1859, ko so očistili freske, zidove obložili z marmorjem, obnovili pozlate in popravili orgle. Ob 200-letnici nastanka je cerkev dobila nova okna, klopi in nove Milavčeve orgle v starih baročnih omarah. Leta 1948 so po načrtih Ivana Vurnika prenovili okna, za barvasto okno v zadnji steni prezbiterija pa je osnutek izdelal Stane Kregar. Ob 500. obletnici ustanovitve škofije (leta 1961) so prepleskali zunanjost, prekrili zvonike in obnovili jabolka na konicah stolpov. V obdobju od leta 1969 do  1971 so po načrtih arhitekta Antona Bitenca preuredili prezbiterij. Miniaturni reliefni križev pot je dodal France Gorše. Načrt za škofovo katedro je narisal Jože Plečnik. Izdelavo je sam financiral.
Leta 2002 je Restavratorski center Zavoda za varstvo kulturne dediščine Slovenije s pomočjo zunanjih sodelavcev (restavrator Dare Tratar z ekipo) pričel s konservatorsko-restavratorskimi deli na Quaglievih freskah. Zajemali so tri sklope: raziskovalno delo, restavratorske posege in dokumentiranje. Projekt se je zaključil leta 2007 kot praznovanje 300-letnice posvetitve cerkve. Kasneje so dodali nagrobnike več škofov in njihove bronaste portrete v kapelah na južni strani stolnice.

## Notranjost stolnice
Notranjost stolnice so oblikovali različni umetniki skozi različna obdobja.

### Giulio Quaglio
Giulio Quaglio je s poslikavo stolnice v Ljubljano prinesel prvo pojmovanje iluzionistične poslikave, ki je barvita, domiselna in naj bi človeka prepričala, da je neka optična resničnost tudi prava življenjska resničnost. Na stranskih stenah prezbiterija je upodobil čudeže svetega Nikolaja. Na prvi sliki desno je v desnem zgornjem kotu umetnik upodobil samega sebe med množico, kateri delijo kruh. Stropna slika predstavlja zgodbo ustanovitve ljubljanske škofije. Sliki na obeh straneh okna predstavljata Ogenj božje ljubezni in Versko gorečnost, pod njima pa sta alegoriji Hrepenenja in Čuječnosti. Na stropu nad oltarjem je alegorija Vere, ob oknu pa prispodobi Ljubezni in Upanja.
Freski levo in desno od stropne slike predstavljata cesarja Rudolfa in Maksimiljana. Oltarna slika na desni strani rotunde pod kupolo nad oltarjem Brezjanske Matere Božje prikazuje Kristusa v predpeklu, kjer tolaži duše. Na stropu je upodobljeno Dizmovo vnebovzetje, na levi strani njegovo križanje, na desni pa beg Svete družine v Egipt. Okno obdajata podobi Pokore in Nedolžnosti. Pod pendentivi kupole so naslikani štirje evangelisti: Matej, Marko, Luka in Janez. Pod njimi pa so grbi papeža Pija II., cesarja Friderika III., grofa Žige Herbersteina in grofa Ferdinanda Kuenburga ter štiri alegorične figure: Pravičnost, Pogum, Modrost in Zmernost.
Stropna freska v cerkveni ladji kaže poveličanje svetega Nikolaja in pripoveduje o preganjanju kristjanov pod rimskima cesarjema Neronom in Dioklecijanom. Na stenah med okni so podobe dvanajstih apostolov, raznih svetnikov in kreposti. Tudi freske na koru pripovedujejo o čudežnih delih svetega Nikolaja. V glavni zakristiji pa je motiv slike kaznovanje kralja Oza.
Poleg notranjosti cerkve je Quaglio naslikal tudi freski na severnem in južnem pročelju stolnice. Skupaj s sinom je poslikal še Semeniško knjižnico.

### Matevž Langus
Matevž Langus je bil domači umetnik, ki si je s poslikavami fresk v kupoli pridobil naziv zadnjega slovenskega barokista. Na stropu je upodobljen sveti Duh, ki ga obdajajo glave angelov. Rob nosijo pozlačeni kandelabri, ki izpolnjujejo prostor med okni in svetlobnico. Vdolbine so okrašene z ornamenti na zlatem ozadju. Podzidek pod kandelabri nosijo angeli iz belega marmorja. Zgornji del kupole je okrašen z zlatimi ornamenti v bizantinskem slogu, obok, ki počiva na šestnajstih rebrih, pa je svetlo zelene barve. Pogled na kupolo z glavnega vhoda razkrije podobo Marijinega kronanja, pod njo pa so upodobljeni sveti Nikolaj, Janez Krstnik in alegoriji Kranjske ter Emone. Nad Emono stoji sveti Jožef, ob njem sveta Neža, nad njima pa sveti Mohor, sveti Fortunat in številni angeli. Malce vstran stopa sveti Jurij na zmajevo glavo. Levo od njega so upodobljeni sveta Terezija, sveti Janez, sveta Valerija in sveti Vitalis. Desno je pod škofom Martinom upodobljen v Ljubljani rojeni mučenec Pelagius. Nasproti Marijinega kronanja vidimo svetega Ahacija, svetega Karla Boromejskega in Antona Padovanskega. Poleg kupole je Langus v cerkvi ustvaril še oltarno sliko svetega Nikolaja. Starejšo in boljšo baročno sliko so za nekaj desetletij odstranili.

### Francesco Robba
Francesco Robba velja za najboljšega kiparja poznega baroka na Slovenskem. V cerkvi sta njegovo delo dva keruba iz kararskega marmorja na oltarju svetega Rešnjega telesa v severnem delu prečne ladje.

### Angelo Pozzo
Angelo Pozzo je po naročilu škofa Franca Karla pl. Kaunitza leta 1713 izdelal celopostavne kipe emonskih škofov. Maksim, Florij, Kast in Genadij so postavljeni v vdolbinah nosilcev pod kupolo. Njegovi so tudi doprsje dekana Janeza Antona Dolničarja ̈(1715) in reliefi angelov v sferičnih trikotnikih na oltarju sv. Trojice.

### Jože Plečnik
Jože Plečnik je leta 1952 izdelal osnutek za škofov prestol z vključenim simbolnim knežjim kamnom. katedro je cerkvi tudi podaril. Stoji pa na levi strani glavnega oltarja. Dodal je še manjši krstni kamen. Obnovil je tudi kapelo svetega Križa nasproti stranskega vhoda, poleg prižnice, in okrasil čudodelni gotski križ v njej.

### Zvonovi
| #  | Livarna                    | Leto ulitja | Teža   | Premer   | Ton     | Zvonik  |
| -- | -------------------------- | ----------- | ------ | -------- | ------- | ------- |
| 1. | Gašper Franchi             | 1706        | 4,132t | 180,5 cm | B° -7   | severni |
| 2. | Strojne tovarne in livarne | 1932        | ~1,5t  | 142,4 cm | des' -4 | južni   |
| 3. | Strojne tovarne in livarne | 1932        | ~1,1t  | 126,5 cm | es' -3  | južni   |
| 4. | Strojne tovarne in livarne | 1932        | ~0,7t  | 113,2 cm | f' -12  | južni   |
| 5. | Strojne tovarne in livarne | 1932        | ~0,45t | 95,5 cm  | as' +2  | južni   |
| 6. |                            | 1328        |        |          |         | severni |

## Zunanjost stolnice
Južno, vzhodno in severno pročelje krasijo freske, ki predstavljajo Marijino oznanjenje. Avtor fresk na severnem in južnem pročelju je Julij Quaglio, leta 1872 pa ju je restavriral Janez Wolf, ki je tudi avtor freske na vzhodnem pročelju. Na obeh straneh fresk na južnem in severnem pročelju sta po dve vdolbini, v njih pa kipa svetega Mohorja in Fortunata, delo kiparja Franceta Zajca in kipa prvega ljubljanskega škofa Žige pl. Lamberga in njegovega devetega naslednika Tomaža Hrena, ki sta delo Ivana Pengova. Ivan Pengov je prav tako avtor podob svetega Bonaventure in svetega Tomaža Akvinskega, ki sta postavljena na obeh straneh glavnega vhoda.
Desno od glavnega vhoda je (znotraj original, zunaj kopija) vzidan sklepnik v podobi Kristusove glave, ki je približno iz leta 1380 in je vezal rebra obokov v prezbiteriju prvotne gotske cerkve. Na južnem pročelju je kip Žalostne Matere Božje (kopija), ki je verjetno iz oltarja gotske cerkve. Najbrž je nastal leta 1448 kot izdelek ljubljanske kiparske delavnice. Nagrobni kamen leta 1456 umrlega pičenskega škofa Martina je relief v poglobljenem okviru. Pod trilistnim lokom stoji škofovska palica z ovitim panicelom, spodaj pa škofovski grb in na vrhu preprosta mitra.
V južno steno so vzidani večinoma antični napisi nagrobnikov iz rimske Emone. V stolnico in sosednje semenišče so jih vzidali na pobudo Janeza Gregorja Dolničarja (zato jih imenujemo tudi Dolničarjev lapidarij), da bi obudili spomin na Emono kot predhodnico Ljubljane. Pretežno gre za rimske nagrobnike, najdene na Igu ali v Ljubljani (Emoni), od katerih sta dva prejkone ponarejena, eden je posvetilo Herkulu, odlomek brez napisa pa je verjetno del oltarja. Med nagrobnimi simboli je najpogostejši delfin, ki je bil priljubljen antični simbol posmrtne usode in je predstavljal srečno potovanje iz tostranstva v onostranstvo.

### Simbolika vhodnih vrat
Glavna in stranska vrata so bila ulita v livarni Romana Kamška na Klancu leta 1996. Izdelana so bila ob 1250-letnici zgodovine krščanstva v Sloveniji. Navezujejo se na prvi obisk papeža Janeza Pavla II. v Sloveniji, ki je potekal od 17. do 19. maja 1996. Papež je takrat vrata tudi blagoslovil.
Glavna vrata imajo naziv Slovenska, ker upodabljajo 1250 let krščanstva v slovenskem prostoru in so vrata v stolnico, ki je tudi sedež slovenskega metropolita. Stranska vrata pa upodabljajo ljubljansko škofijsko zgodovino v 20. stoletju, zato nosijo naziv Ljubljanska vrata.

#### Glavna vrata - Slovenska vrata
Slovenska vrata so delo akademskega kiparja Toneta Demšarja.
Pri tleh so nad prikritim avtoportretom avtorja upodobljena rodovitna slovenska tla skupaj z arheološkimi najdbami ljudstev, ki so tu bivala pred nami, od obdobja situl do Rimljanov.  Ti so prinesli na naše ozemlje tudi krščanstvo in v rimski Emoni v 4. stoletju ustanovili prvo škofijo. Iz zemlje raste lipa, ki simbolizira slovenski narod, ki se je tu ukoreninil. Levo od lipe sta karantanska kneza Gorazd in Hotimir, ki ju krsti menih v benediktinskem samostanu na Chiemskem jezeru. Desno od lipe je množica, ki se zbira ob knežjem kamnu, simbolu prve slovanske državnosti na našem območju. Ob kamnu stoji družina, temelj vsake družbe.
Za lipo se dviga silhueta Gosposvetske cerkve z dvema zvonikoma. Cerkev pri Gospe Sveti, severno od Celovca na Koroškem je ena starejših cerkva območja. Ob njej sta upodobljena sveti Modest in sveti Pavlin Oglejski, ki sta širila krščanstvo med Slovenci v Oglejskem patriarhatu in Salzburški nadškofiji. Poleg njiju sta sveti Ciril in Metod, ki sta delovala v Spodnji Panoniji. V sredini, poleg Cirila in Metoda, je menih v skriptoriju. Tako so namreč okoli leta 1000 nastali Brižinski spomeniki. V isti višini je upodobljen sklepnik z gotskega oboka križnega hodnika samostana v Stični, ki simbolizira različne meniške redove, ki so delovali na tem področju (benediktinci, kartuzijani, cistercijani, frančiškani, dominikanci in dominikanke). Križniki so upodobljeni kot jezdeci na konjih na levi polovici vrat. Bili so viteški red, ki je pripomogel k ohranjevanju ozemlja. Nad jezdeci je upodobljena skupina ljudi s kosami, vilami in drugim orodjem, ki simbolizirajo kmečke upore.
Vmes je upodobljeno utrjeno obzidje tabora z zvonikom cerkve v Hrastovljah, ki opominja na turške vpade. Ti so za okoli 200 let delno zaustavili gospodarski razvoj naših krajev. Turški jezdeci so na konjih desno od hrastoveljske cerkve. Desno so roke, ki drže knjige; ponazarjajo protestantizem. Vodja slovenskega protestantizma, Primož Trubar,  je leta 1550 postavil temelje slovenščini kot knjižnemu jeziku s knjigama Abecednik in Katekizem.
Nad kmečkimi uporniki je upodobljen škof Tomaž Hren, ki je bil strogi vodja protireformacije. Desno od njega je škof Anton Martin Slomšek, vzgojitelj in narodni buditelj, ki je prenesel sedež Lavantinske škofije v Maribor. Poleg njega je misijonar in škof Friderik Baraga, ki je nesebično deloval v Severni Ameriki, kjer je pokristjanjeval Indijance.
Nad škofi se dviga množica obrazov in žarki, ki simbolizirajo osamosvojitev Slovenije. Na nasprotni strani pa je množica ljudi z zvezanimi rokami - ti simbolizirajo obe svetovni vojni. V levem kotu nad množico je silhueta brezjanske bazilike, ki je glavni romarski kraj v Sloveniji.
Na vrhu sredi vrat je upodobljen papež Janez Pavel II., ki se sklanja nad vrata. Nagelj, ki mu ga ponuja roka iz množice na desni, simbolizira zahvalo Vatikanu, ki je kot eden izmed prvih priznal samostojnost Slovenije.

#### Stranska vrata - Ljubljanska vrata
Ljubljanska vrata so delo akademskega kiparja Mirsada Begića.
Pred obiskom papeža Janeza Pavla II. je kipar upodobil vodje  ljubljanske škofije, kakor jo simbolizirajo njeni škofje v 20.stoletju. To stoletje je bilo za slovenski narod stoletje vojn in hudega trpljenja. Zato se je kipar odločil upodobiti trpečega Kristusa, nad katerim se sklanjajo, kakor v gotskih podobah Žalostne Matere Božje, škofje. Škofje niso razporejeni v kronološkem redu starosti ali vodenja škofije.
- Najbližji Kristusu je (pomožni) škof Stanislav Lenič.
- Najvišje med njimi je Anton Bonaventura Jeglič (vodil je škofijo od 1898 - 1930, umrl 1937). Začrtal je duhovno, kulturno in politično življenje v škofiji in slovenskem narodu (ustanovil Škofove zavode, podpisal Majniško deklaracijo).
- Ob njem je Anton Vovk (vodil škofijo od 1959 do 1963), Prešernov pranečak. Postal je prvi ljubljanski nadškof v 20. stoletju (ob 500-letnici škofije).
- Ob njem je Gregorij Rožman (ljubljanski škof je bil od 1930 do, formalno, 1959). Škofijo je vodil v težkem obdobju med drugo svetovno vojno. Ob koncu vojne je maja 1945 odšel z begunci v tujino, kjer je umrl in bil pokopan v Lemontu (Chicago). Pred nekaj leti je bil prenesen v ljubljansko stolnico.
- Naslednji je Jožef Pogačnik (vodil škofijo od 1963 do 1980). Ko je postal nadškof, je skrbel za izvajanje določil Drugega vatikanskega koncila v Cerkvi na Slovenskem.
- Poleg njega je Alojzij Šuštar (vodil je škofijo od 1980 do 1997, umrl 2007). Zaradi svojih širokih nazorov in zmernosti je ključno pripomogel k demokratizaciji Slovenije, na podlagi razvejanih vezi s svetom pa je tudi močno spodbudil prepoznavnost Slovenije v svetu in pripomogel k mednarodnemu priznanju njene državnosti. V času ustvarjanja vrat je bil edini še živ.

Pod Kristusom so nakazani arheološki ostanki prve krščanske skupnosti na ljubljanskih tleh: Emone. Ob Kristusu je vrč za vodo - simbol očiščevanja za vsakogar, ki vstopa v svetišče. Nad njim in pod škofi pa stilizirane lobanje - simbol človeške minljivosti. Nad škofi desno je v plitvem reliefu upodobljena Marija Pomagaj z Brezij - Kraljica Slovencev. Desno od nje je nakazana stavba, ki se še zida - to je Cerkev na Slovenskem, ki se pripravlja na 3. tisočletje. Ob njej je umetnik v svojski simboliki nakazal vstajenje kot zadnji in najpomembnejši smisel verovanja.
V luneti nad portalnim okvirom je nekaj let kasneje nameščeni relief Svete Trojice, prav tako delo Begića.

## Protesti žensk med drugo svetovno vojno
Junija 1943 se je na demonstracijah pred stolnico zbralo večje število žena, katerih sorodnike so italijanske okupacijske oblasti priprle ali deportirale po različnih zaporih in taboriščih. Ko so pred tem brezuspešno že demonstrirale na drugih mestih po Ljubljani, so se zbrale še pred stolnico, upajoč na pomoč škofa Gregorija Rožmana. V spomin na te dogodke so oblasti po vojni v neposredni bližini jugozahodnega vogala stolnice postavile spominski steber (1953, arhitekt E. Ravnikar), ki pa so ga leta 1991 umaknili v restavratorsko delavnico. Stebra zaradi zahtev Cerkve niso več postavili na isto lokacijo, so pa v spomin na dogodke na Pogačarjevem trgu postavili drug spomenik (kiparka Dragica Čadež) z drugačnim, nespornim tekstom glede na originalni napis na stebru pri stolnici.

## Bogoslužje in ostali dogodki
Ker je stolnica v aktivni uporabi, v njej potekajo redne svete maše.
- ponedeljek-petek: 6.00; 7.00; 8.00; 9.00; 10.30; 18:30
- sobota: 6.00; 7.00; 8.00; 9.00; 10.30; 16:00; 18:30
- nedelja: 6.30; 8.00; 9.00; 10.30; 11.30; 12.30; 16.00; 18.30.

Kot stolna cerkev pogosto gosti posebne maše ob obiskih najvišjih cerkvenih dostojanstvenikov (npr. ob papeževem obisku v Sloveniji) ali pa ob posebnih dogodkih na državni ravni, kot so npr. maše za domovino ob dnevu samostojnosti ali dnevu državnosti. Le-teh se udeležujejo tudi predstavniki državnih inštitucij. Mašo ob teh posebnih priložnostih običajno vodi aktualni škof.
V stolnici pogosto potekajo tudi glasbeni nastopi, zlasti koncerti pevskih zborov. 

## Galerija
- Ljubljanska stolnica, v ozadju Ljubljanski grad
- Stolnica z Robbovim vodnjakom v ospredju
- Pogled na stolnico z griča Ljubljanskega gradu
- Glavna ladja
- Stolnica sv. Nikolaja s Pogačarjevega trga
- Sončna ura z napisom
- Freske nad glavnim oltarjem
- Široki pogled na stropno fresko